# Bìm bịp tím
Centropus violaceus là một loài chim trong họ Cuculidae.